# Magnicourt-en-Comte
Magnicourt-en-Comte is een gemeente in het Franse departement Pas-de-Calais (regio Hauts-de-France) en telt 600 inwoners (2005). De plaats maakt deel uit van het arrondissement Arras.

## Geografie
De oppervlakte van Magnicourt-en-Comte bedraagt 9,9 km², de bevolkingsdichtheid is 60,6 inwoners per km².
De onderstaande kaart toont de ligging van Magnicourt-en-Comte met de belangrijkste infrastructuur en aangrenzende gemeenten.

## Demografie
Onderstaande figuur toont het verloop van het inwonertal (bron: INSEE-tellingen).